# Joaquín Parra
Antonio Joaquín Parra Fernández es un exfutbolista y entrenador español, que jugó once años como mediocampista en la primera división de España, en el Real Betis, Atlético de Madrid y Real Madrid, con el que ganó una liga y dos supercopas.

## Biografía
Se formó en la cantera bética, a la que accedió con doce años 
Cuando militaba en el Betis Deportivo, debutó con el primer equipo en partido oficial de la Copa del Rey el 31 de octubre de 1979, frente al Jerez Industrial, al sustituir Julio Cardeñosa en el minuto 67. Debutó en primera división, con diecinueve años, frente al Athletic Club el 7 de septiembre de 1980. Permaneció en el equipo verdiblanco siete temporadas donde jugó 221 partidos de liga. En 1987 fichó por el Atlético de Madrid, donde jugó dos temporadas. En 1989, tras obtener la carta de libertad, pasó al Real Madrid donde permaneció también dos temporadas en las que obtuvo un título de liga y dos supercopas.
Tras abandonar el Real Madrid, jugó una temporada en el Écija, otra temporada en el C.M.D. San Juan donde colgó las botas al terminar la campaña 1993-94.
Una vez retirado del fútbol activo se convirtió en el entrenador del Betis C, para pasar en 2004 a entrenar Real Betis Balompié B. Y posteriormente, durante los años 2005 y 2006 se convirtió en el entrenador de la selección de fútbol de Andalucía.
Posteriormente, en el año 2012 se embarcó en un nuevo proyecto deportivo para entrenar (de segundo entrenador) a la selección de Baréin.

## Clubes

### Jugador
| Club               | País   | Año         |
| ------------------ | ------ | ----------- |
| Betis              | España | 1980 - 1987 |
| Atlético de Madrid | España | 1987 – 1989 |
| Real Madrid        | España | 1989 - 1991 |
| Écija Balompié     | España | 1992 - 1993 |
| CMD San Juan       | España | 1993 - 1994 |

### Entrenador
| Club                             | País      | Año         |
| -------------------------------- | --------- | ----------- |
| Betis C                          | España    | 2000 - 2004 |
| Betis B                          | España    | 2004 - 2006 |
| Selección de fútbol de Andalucía | Andalucía | 2006 - 2007 |